# Alföldi iskola

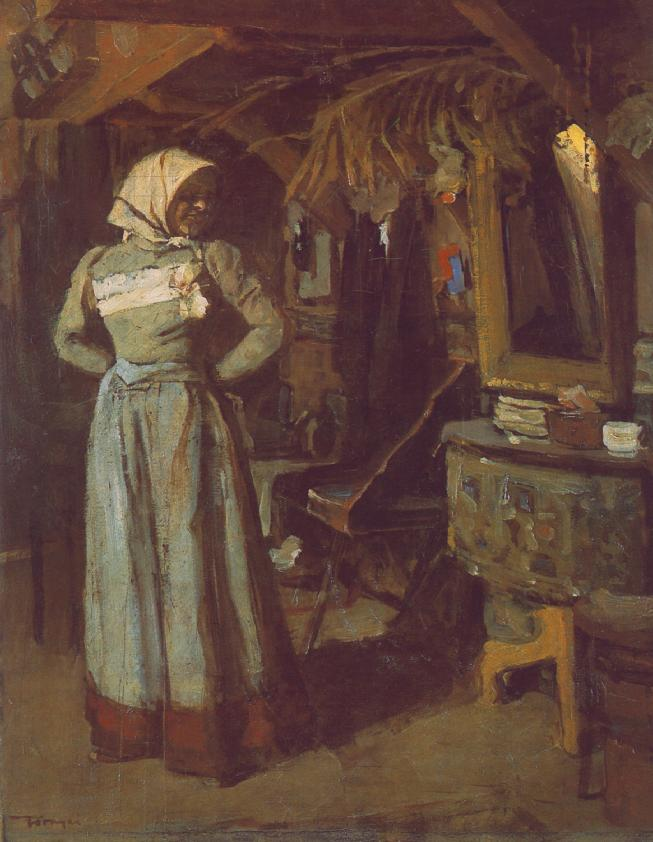
Tornyai János: Parasztmenyecske a műteremben

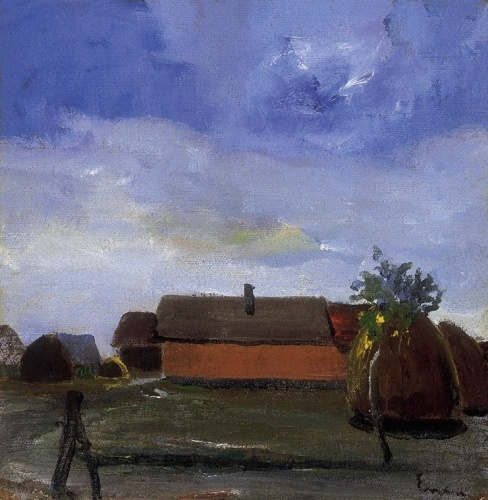
Endre Béla: Alföldi tanya

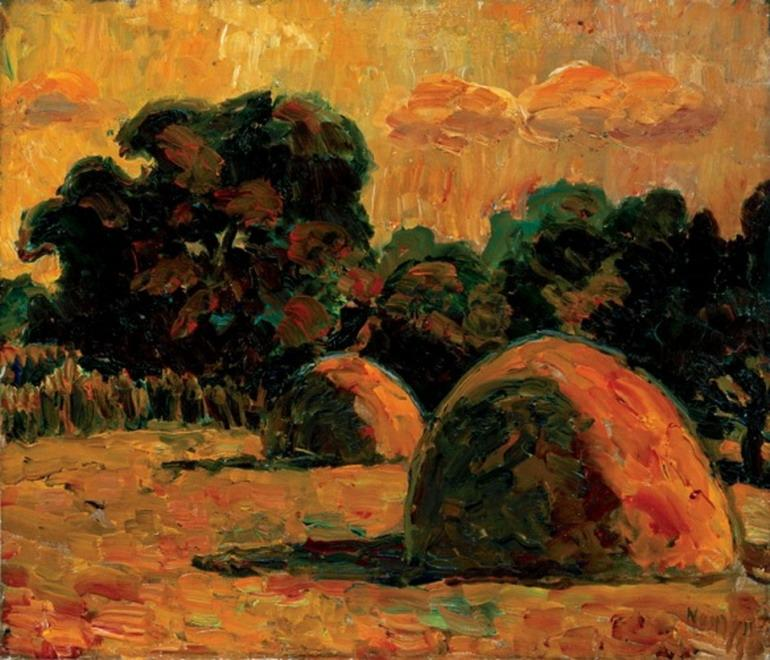
Nagy István: Alkony

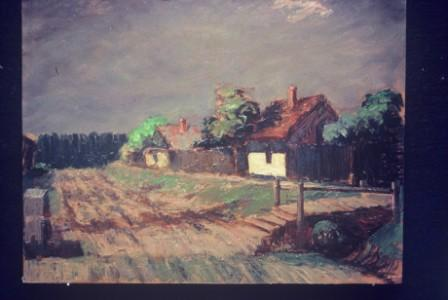
Tokácsli Lajos: Alföldi tanya

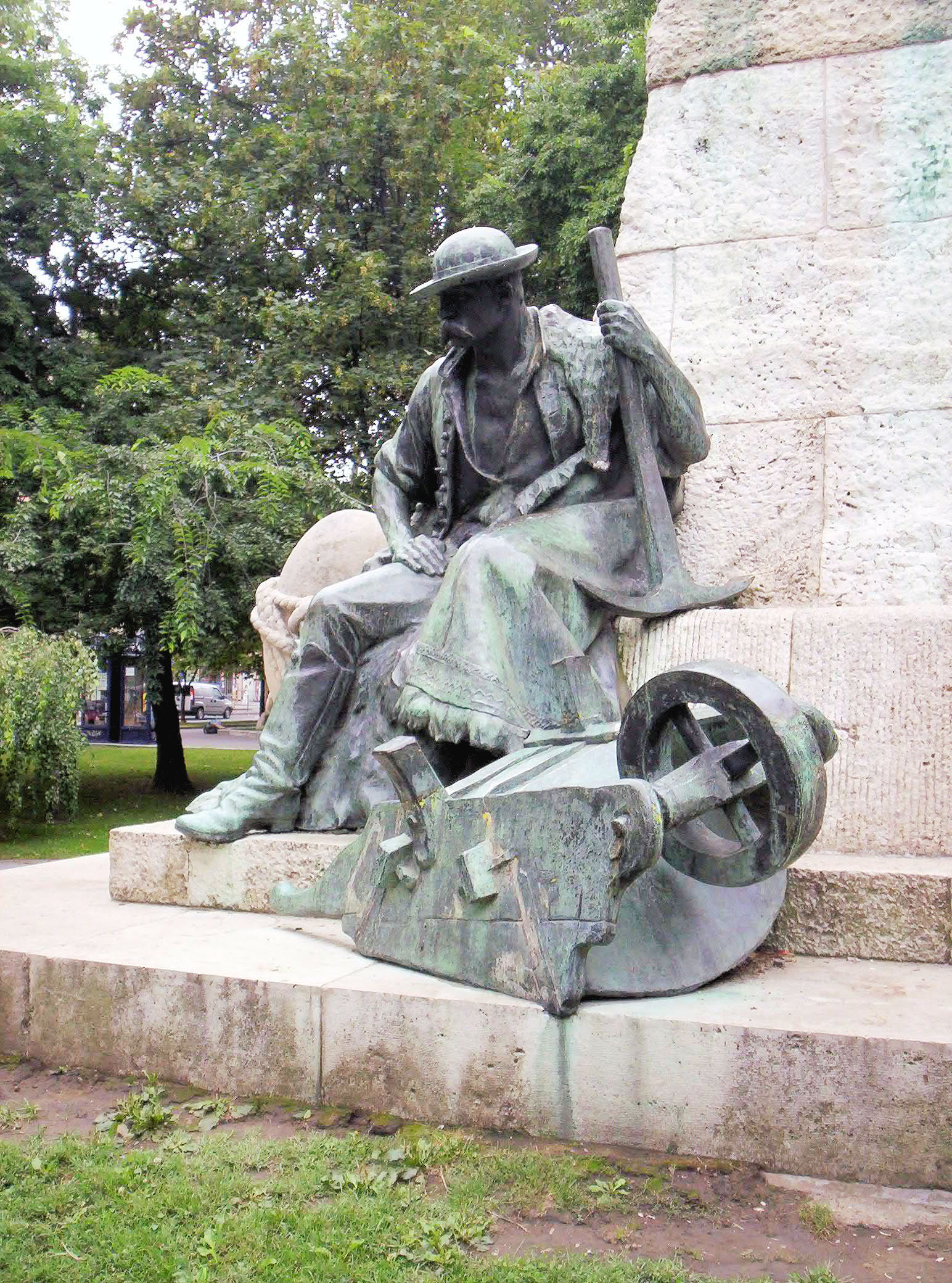
Pásztor János Alföldi kubikos (Szeged)

Alföldi iskola illetve alföldi festők néven emlegeti a művészettörténet azokat a festőket, akik a 20. század első felében Hódmezővásárhelyen, Szentesen, Baján,  Debrecenben, a szolnoki művésztelepen, azaz a Nagyalföldön működtek. Művészetükben Munkácsy Mihály mágikus realizmusát és a nagybányai iskola plein air stílusát követték.

## Az alföldi iskola jellemzése
Nem egy valóságos iskoláról van szó, de azonos indíttatásról és célokról, tisztelték Munkácsy Mihály művészetét és a nagybányai festőket, s mint ők, hazájukért akartak valamit tenni, céljuk volt a Nagyalföldet megfesteni olyannak, amilyennek ők látták.  Művészetükkel céljaikat betöltötték, megelevenítették képeiken a Nagyalföld korabeli tájait, civilizációs szintjét, hangulatát, az ott élő emberek életmódját. Közben különböző irányokban fejlődött stílusuk, realista, szimbolista kompozíciók kiteljesítése; expresszionista, konstruktív, posztimpresszionista irányokba való elmozdulás is jellemzi munkáikat.
Endre Béla, Tornyai János, Nagy István, Koszta József, Rudnay Gyula, Holló László mellett Mednyánszky Lászlót is az alföldi festők sorához kapcsolják, mert szép alföldi tájakat is festett, ha kicsit elidőzött a szolnoki művésztelepen vagy a Nagyalföld más településein, de valójában ő folyton az egész Kárpát-medencét járta, tehát az ő művészeti képei nagy tájat ölelnek fel.
Figyelemreméltó Pásztor János szobrász baráti kapcsolata az alföldi festőkkel. Hódmezővásárhelyen az 1900-as években barátságot kötött Rudnay Gyulával, Endre Bélával, Tornyai Jánossal, akik éppen egy műteremben festettek. Pásztor művészetének emberábrázolása hasonlatos az alföldi festőkéhez, szeretet, melegség árad alkotásaiból, mélyen kötődött az alföldi emberekhez, s az általuk tisztelt történelmi hősökhöz (II. Rákóczi Ferenc; az első világháború hősi halált halt katonáinak emlékművei). 1909-től rövid időre Rubletzky Géza (1881-1970) szobrász is csatlakozott Tornyaiékhoz, Rubletzky és Tornyai közös kiállítást is rendeztek Hódmezővásárhelyen. Az alföldi iskola céljait később a hódmezővásárhelyi művésztelep vitte tovább. Érintőlegesen később is több festő követte az alföldi iskola stílusát, köztük Bényi László, aki előbb a Nagyalföld, majd a Balaton tájait festette.
Szinte valamennyi jeles alföldi festő és a körükbe sorolható szobrászok munkásságát bemutatja állandó tárlatain a hódmezővásárhelyi Alföldi Galéria.

## Alföldi festők betűrendben (válogatás)
- Endre Béla (1870–1928)
- Holló László (1887–1976)
- Kohán György (1910-1966)
- Koszta József (1861–1949)
- Mednyánszky László (1852–1919)
- Nagy István (1873–1937)
- Rudnay Gyula (1878–1957)
- Tornyai János (1869–1936)